# Kochankowie z Valdaro

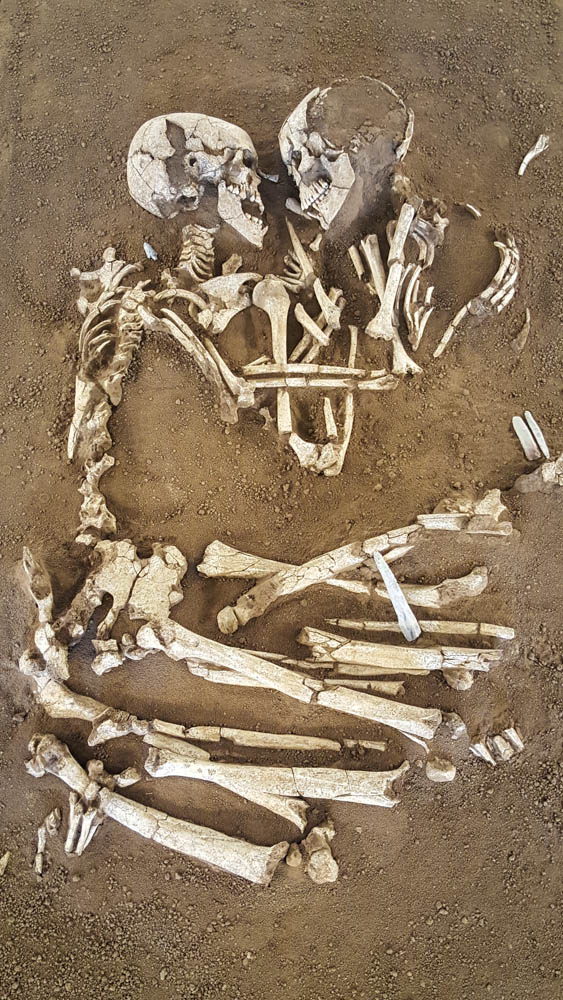
Kochankowie z Valdaro w Narodowym Muzeum Archeologicznym w Mantui

Kochankowie z Valdaro (ang. Lovers of Valdaro, wł. Amanti di Valdaro lub Amanti di Montova) − określenie stosowane w odniesieniu do pary ludzkich szkieletów z okresu neolitu, sprzed ok. 4000–6000 lat, odkrytych przez archeolog Elenę Menotti w nekropolii w Valdaro na przedmieściach włoskiej Mantui w 2007.
Znalezione na terenie prac budowlanych szkielety kobiety i mężczyzny ułożone były obok siebie (co jest niespotykane dla pochówków neolitycznych) z twarzami skierowanymi ku sobie, ze splecionymi rękami i nogami. W pobliskim rejonie archeologowie natrafili na 30 innych szkieletów (jeden z nich w odległości 1 m), z których wszystkie ułożone były osobno. Szczątki tej pary wykopano wraz z blokiem ziemi i przeniesiono do Musei Civici Como, gdzie zostały poddane badaniom DNA, RTG oraz skanowaniu 3D.
Na podstawie badań antropologicznych ustalono, że szkielet po lewej stronie należy do kobiety w wieku od 16 do 20 lat i o wzroście 149 cm, natomiast szkielet po prawej – do mężczyzny w wieku od 18 do 20 lat i o wzroście 146 cm. Szkielet z lewej strony miał grot wykonany z krzemienia umiejscowiony w okolicy kręgów szyjnych, a szkielet po prawej stronie miał długi nóż wykonany z krzemienia ułożony wzdłuż uda oraz dwa inne noże krzemienne w okolicach kości miednicznej.
Z uwagi na miejsce znalezienia tych szczątków oraz fakt, że nie stwierdzono na nich dowodów nagłej śmierci, przyjęto, że ciała zostały ułożone w ten sposób już po zgonie, natomiast krzemienne przedmioty stanowiły element wyposażenia związanego z pochówkiem.
Mantua należy do miejsc, gdzie rozgrywa się dramat Romea i Julii, dlatego odkrycie szkieletów w takiej pozycji i właśnie tam doprowadziło do powstania teorii, że para została zabita lub że zmarła w wyniku wyziębienia przytulając się.
Kochankowie z Valdaro od 11 kwietnia 2014 są eksponowani w Narodowym Muzeum Archeologicznym w Mantui.